# Campylobacter fetus
Campylobacter fetus es una especie de Campylobacter, gram negativa, móviles, bacilos oxidasa positiva, con una característica forma de S, similar a los miembros del género Vibrio. C. fetus está recubierta de una proteína de superficie que funciona similar a una cápsula e interrumpe la adherencia de la molécula del complemento C3b. 

## Patogenia
Por lo general es un patógeno oportunista que, diferencia de otras bacterias del mismo género, rara vez causa diarrea, sino que provoca infecciones extraintestinales en pacientes inmunosuprimidos o con enfermedades de base acompañantes como la cirrosis hepática, la diabetes mellitus, cáncer, leucemia, cardiopatía, etc. El cuadro infeccioso se manifiesta por una poco frecuente bacteriemia o septicemia en la que aparece casi siempre la fiebre. Como resultado de la bacteriemia puede haber afectación en distintos órganos, destacando las localizaciones cardiovaculares con endocarditis y pericarditis, tromboflebitis, meningitis y meningoencefalitis, artritis y abortos.
Pueden surgir otros procesos supurados como peritonitis, absceso de pulmón, empiema, celulitis, infecciones del tracto urinario y colecistitis. También el Campylobacter fetus, puede ocasionar gastroenteritis con sintomatología semejante a la producida por Campylobacter jejuni. El reservorio natural del C. fetus son el ganado y las ovejas.